# Christian Anders
Christian Anders (15 januari 1945, Bruck an der Mur) is een Oostenrijks schlagerzanger en componist. Zijn echte naam is Antonio Augusto Schinzel-Tenicolo.

## Biografie
Aan het einde van de Tweede Wereldoorlog weken zijn ouders uit naar Italië, het land van zijn vader en woonde er negen jaar op het eiland Sardinië. Toen hij tien jaar was verhuisde hij met zijn ouders naar Offenbach am Main in Duitsland. In 1968 kreeg hij een platencontract, maar het duurde nog een jaar vooraleer hij groot succes kende. Met Geh' nicht vorbei had hij een grote hit in 1969. De plaat ging een miljoen keer over de toonbank en stond op 1 in de Duitse hitparade en bereikte plaats drie in de Zwitserse en Oostenrijkse en de 22ste in de Nederlandse. In 1971 richtte hij in Berlijn zijn eigen platenstudio op, Chranders Records. Hij stond vaak in de ZDF-Hitparade en de hitparade van Radio Luxemburg. Anders scoorde vele hits, maar hij kon na Geh' nicht vorbei nog maar één keer de hoogste plaats in de hitparade wegkapen en dat was in 1972 toen hij met Es fährt ein Zug nach nirgendwo, zijn bekendste lied, opnieuw een hit had.

## Discografie
- Als wir uns trafen (1968)
- Spanischer Wein (1968)
- Mexico (1968)
- Little Girl (1968)
- Happy Love (1968)
- Geh' nicht vorbei (1969)
- Sylvia (1969)
- Morgen abend (1969)
- Ein Mann weint keine Träne (1970)
- Du gehörst zu mir (1970)
- Nie mehr allein (1970)
- Von Mann zu Mann (1971)
- Dich will ich lieben (1971)
- Ich lass Dich nicht gehn (1971)
- Du hast sie verloren (1971)
- Das schönste Mädchen, das es gibt (1971)
- Maria Lorena (1971)
- Es fährt ein Zug nach Nirgendwo (1972)
- Train To Nowhere Land (1972)
- 6 Uhr früh in den Straßen (1972)
- In den Augen der anderen (1972)
- It’s Out Of My Hands (1973)
- Six O’Clock in The Morning (1973)
- Das Schiff der großen Illusionen (1973)
- Einsamkeit hat viele Namen (1974)
- Niemandsland (1974)
- Wer liebt hat keine Wahl (1974)
- Ich leb nur für Dich allein (1974)
- Hühnerbeinchen. Hörspiel mit vielen lustigen Liedern (Kindermusical von Christian Anders und Kurt Vethake) (1974)
- Der letzte Tanz (1975)
- Der Brief (1976)
- Nur Worte? (1976)
- Mädchen Namenlos (1976)
- Love Dreamer (1977)
- Tu’s nicht, Jenny (1977)
- Dann kamst du (1977)
- Denn ich liebe dich so sehr (1977)
- Tokio Girl (1977)
- Do You Love Me / als Archibald (1977)
- Lass es uns tun (1978)
- Endstation (1978)
- Verliebt in den Lehrer (1978)
- Ich kann dich nicht vergessen (1978)
- Am Strand von Las Chapas (1978)
- Love, das ist die Antwort (1979)
- Es war liebe (1979)
- Ruby (1979)
- Donnerstag, der 13. Mai (1979)
- Du gehst (1980)
- Will ich zuviel? (1980)
- König dieser Welt (1980)
- Sag ihr, dass ich sie liebe (1980)
- Was wird nach dieser Nacht (1981)
- Zwanzig Stunden bis Jane (1981)
- Gebrochenes Juwel (1981)
- Ein Mann zuviel (1981)
- Zusammen sind wir stark (1982)
- Ist es schon zu spät (1982)
- Wie leb'ich ohne dich?(1982)
- Hinter verschlossenen Türen (1985)
- Wie vom Winde verweht (1985)
- Zu stolz (1985)
- Die Mauer/The Wall (1987)
- Lanoo – Alive in America (1991)
- Der Untergang des Taro Torsay (Musical)
- Der Tag, an dem die Erde stillstand (2001)
- Explosive Leidenschaft (2006)
- Martine
- Gespensterstadt 2009 (2009)
- Ruby 2010 (2010)
- Hinter verschlossenen Türen 2011 (2010)
- Der Zug - Le Train (40 Jahre "Es fährt ein Zug nach Nirgendwo") (2012)

- Biblioteca Nacional de España: XX6185918
- Gemeinsame Normdatei: 113103301
- International Standard Name Identifier: 0000 0000 0822 0623
- MusicBrainz: ed0a2ba7-46f4-4bbc-8e8b-806bd1c6288a
- Nationale en Universitaire bibliotheek Zagreb: 000110826
- Système universitaire de documentation: 094171122
- Virtual International Authority File: 59754531
- WorldCat: E39PBJyCB7rQkYVbCPWJHJ83cP